# Higan
Higan은 슈퍼 패미컴을 포함한 여러 비디오 게임 콘솔을 위한 에뮬레이터이다. 원래 이름은 bsnes였으며, 이 에뮬레이터는 저급의 사이클 정확도가 있는 에뮬레이션을 통해 가능한 정확하게 오리지널 하드웨어를 에뮬레이트하려고 시도하는 것으로 유명하다.
SNES 외에 지원되는 시스템으로는 패밀리 컴퓨터, 게임보이 (컬러), 게임보이 어드밴스, 세가 마스터 시스템, 원더스완 (컬러)가 있다. 버전 103 이후로의 추가된 것으로는 게임 기어, 제네시스 (메가 드라이브), PC 엔진, 슈퍼그래픽스 코어가 있다.

## 개요
이 에뮬레이터의 개발이 bsnes라는 이름으로 시작되었고, 2004년 10월 14일 byuu라는 가명의 프로그래머에 의해 작성되었다. 최초 버전은 마이크로소프트 윈도우용으로 2005년 5월에 출시되었다. 그 이후로 리눅스, macOS, FreeBSD로 포팅되었다. 처음에 커스텀 라이선스로 개발되었다가, 이후 릴리스는 GNU 일반 공중 사용 허가서의 여러 버전으로 라이선스되었다.
higan 프로젝트는 에뮬레이션의 수많은 독창적 성과를 포함하여 SNES 에뮬레이션 분야에 상당한 기여를 했으며 하드웨어, SNES 강화 칩 제거를 위한 전문 지식, 펀드 단체, 하드웨어와 같은 리버스 엔지니어링 개발에도 영향을 주었다.
higan은 지금까지 출시된 모든 상용 SNES 타이틀을 구동할 수 있다. SPC7110 에뮬레이션, 사이클 정확도가 있는 SPC 700 에뮬레이션, 사이클 정확도가 있는 슈퍼 FX 에뮬레이션, 슈퍼 게임보이 에뮬레이션을 갖춘 최초의 에뮬레이터이며 게임보이 어드밴스를 위해 스캔라인 기반 렌더러가 아닌 도트 기반 렌더러를 갖추고 있다. 모든 시스템의 모든 구성 요소에 대한 사이클 기반 에뮬레이션을 달성한 최초의 멀티 에뮬레이터이기도 하다.
bsnes의 분기판은 닌텐도 DS, XBAND, 슈퍼 패미컴 박스, 사테라뷰 BS-X 소프트웨어, TAS의 에뮬레이션 지원을 제공한다.

## 반응
2008년, 영국의 인터넷 잡지 웹유저(Webuser)는 학창시절 게임을 즐기기 위해 bsnes를 권장했다. 2009년, 일본의 게임 잡지 게임라보(GameLabo)는 실질적인 플레이 체험을 찾는 사람을 위해 이 에뮬레이터를 권장했다.

## 같이 보기
- 비디오 게임 에뮬레이터 목록